# Brockenstraße

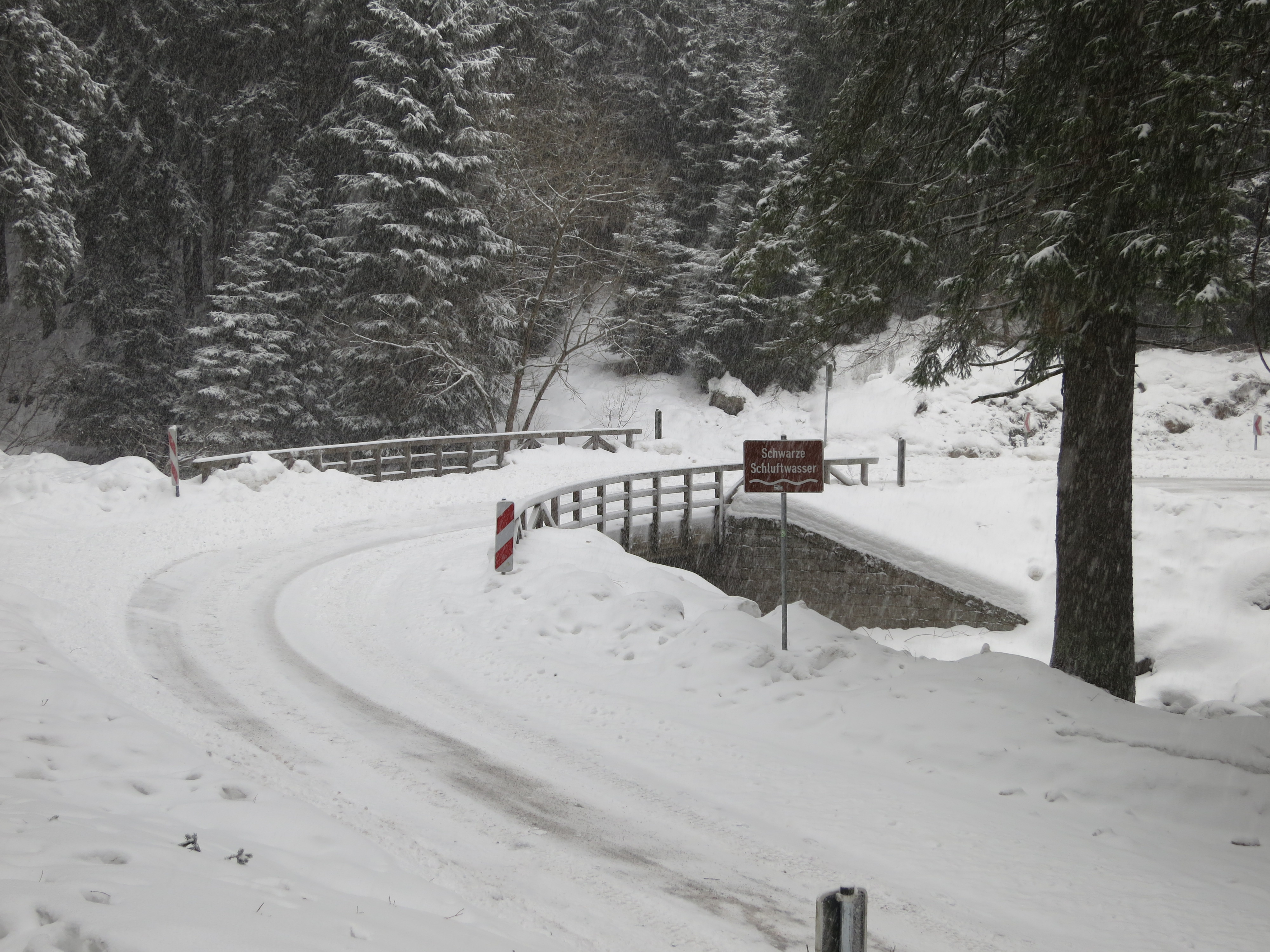
Brockenstraße überquert die Schwarze Schluftwasser in einer Spitzkehre

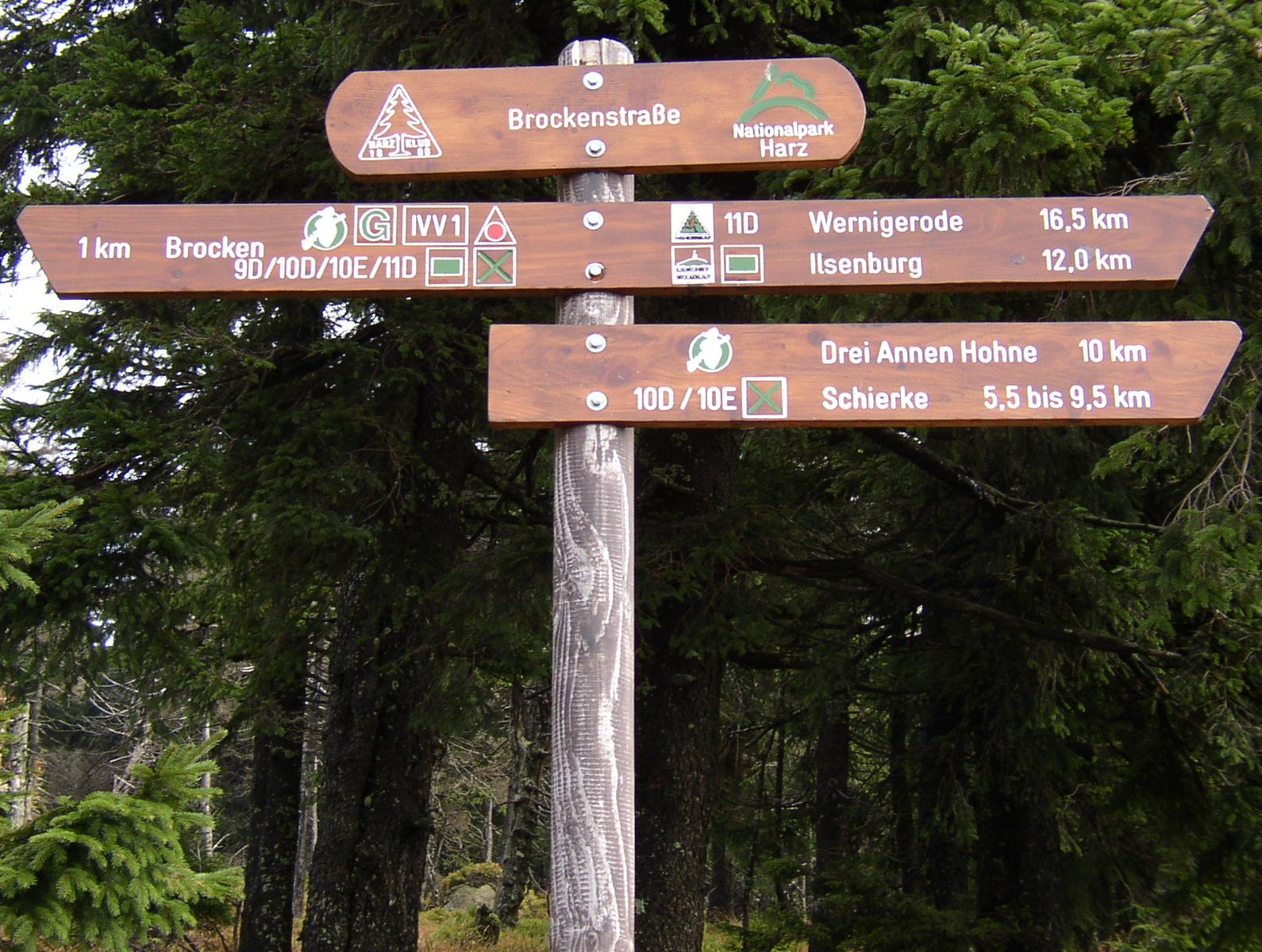
Wegweiser an der Brockenstraße

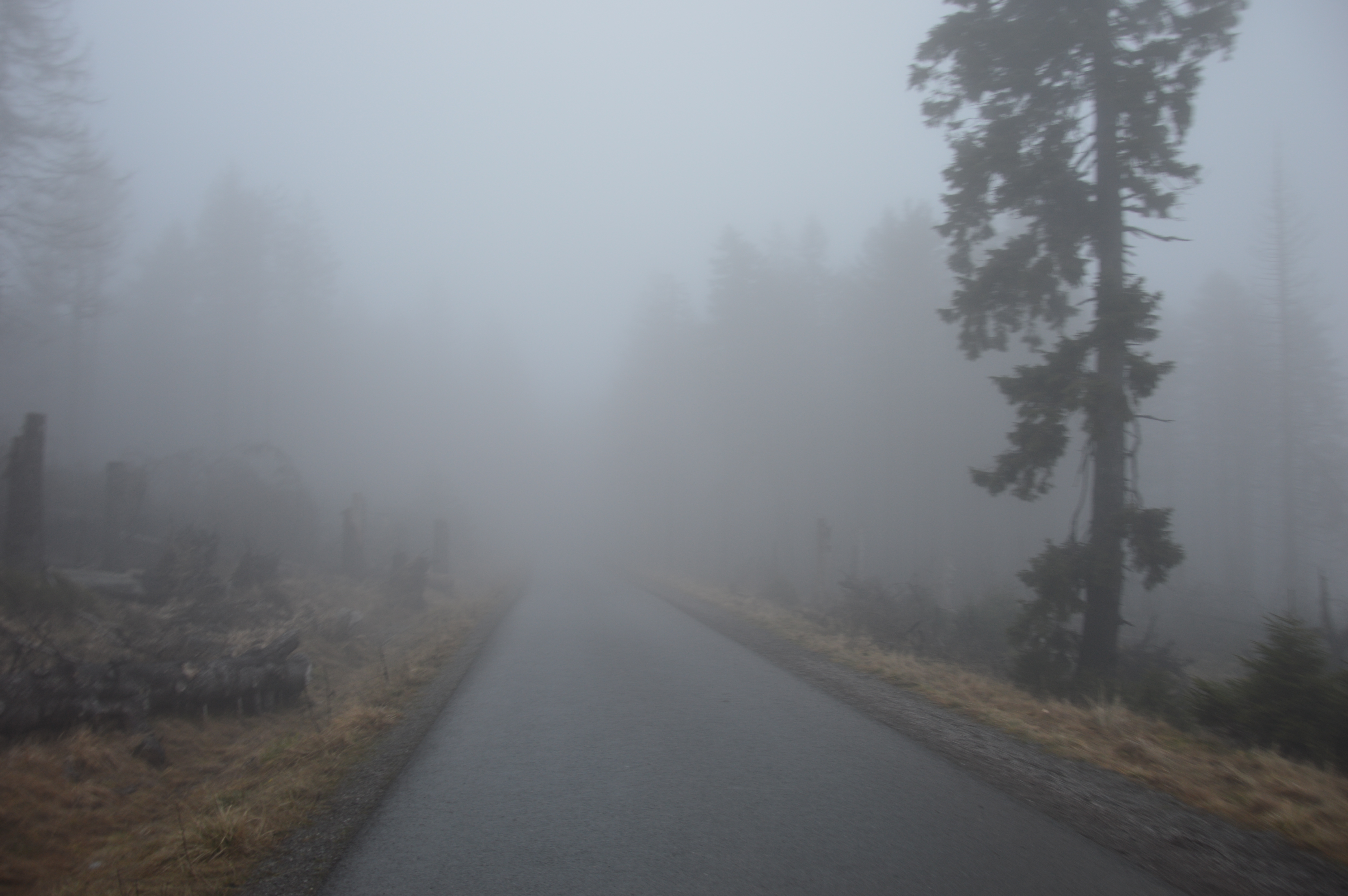
Brockenstraße im Nebel

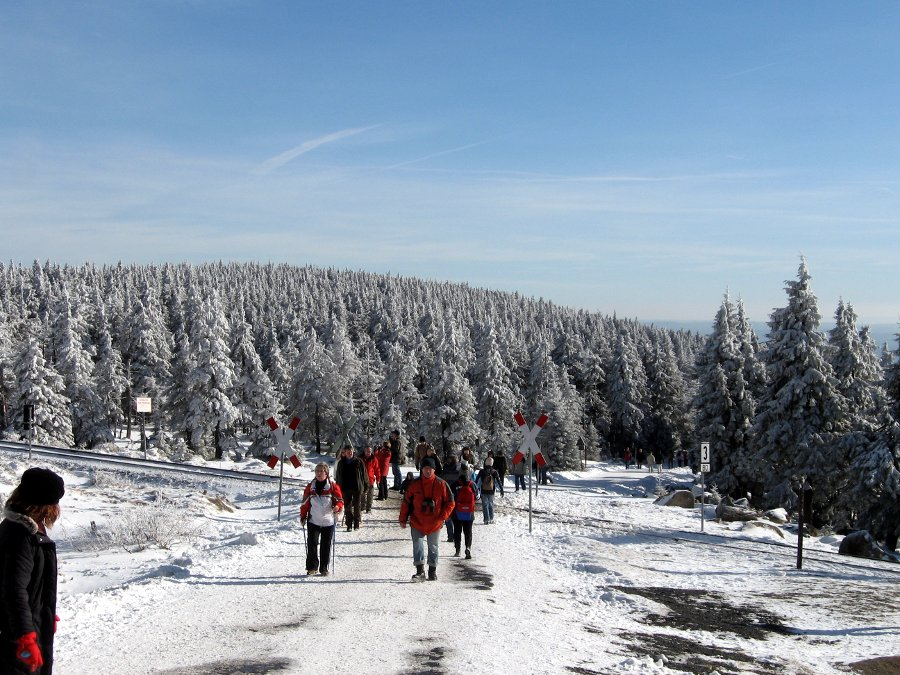
Wanderer am oberen Bahnübergang

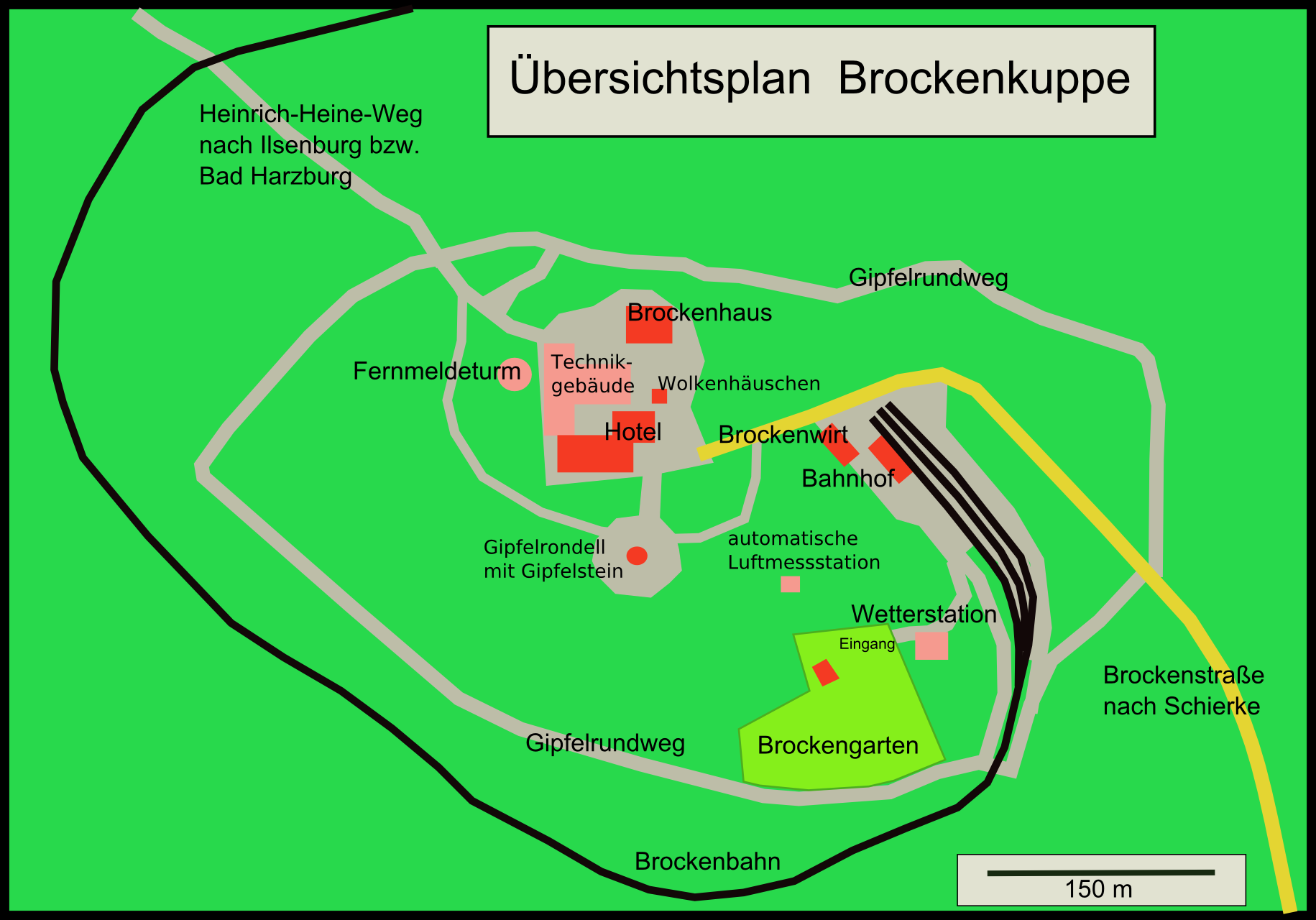
Verlauf der Brockenstraße (gelb) auf der Gipfelregion des Brockens

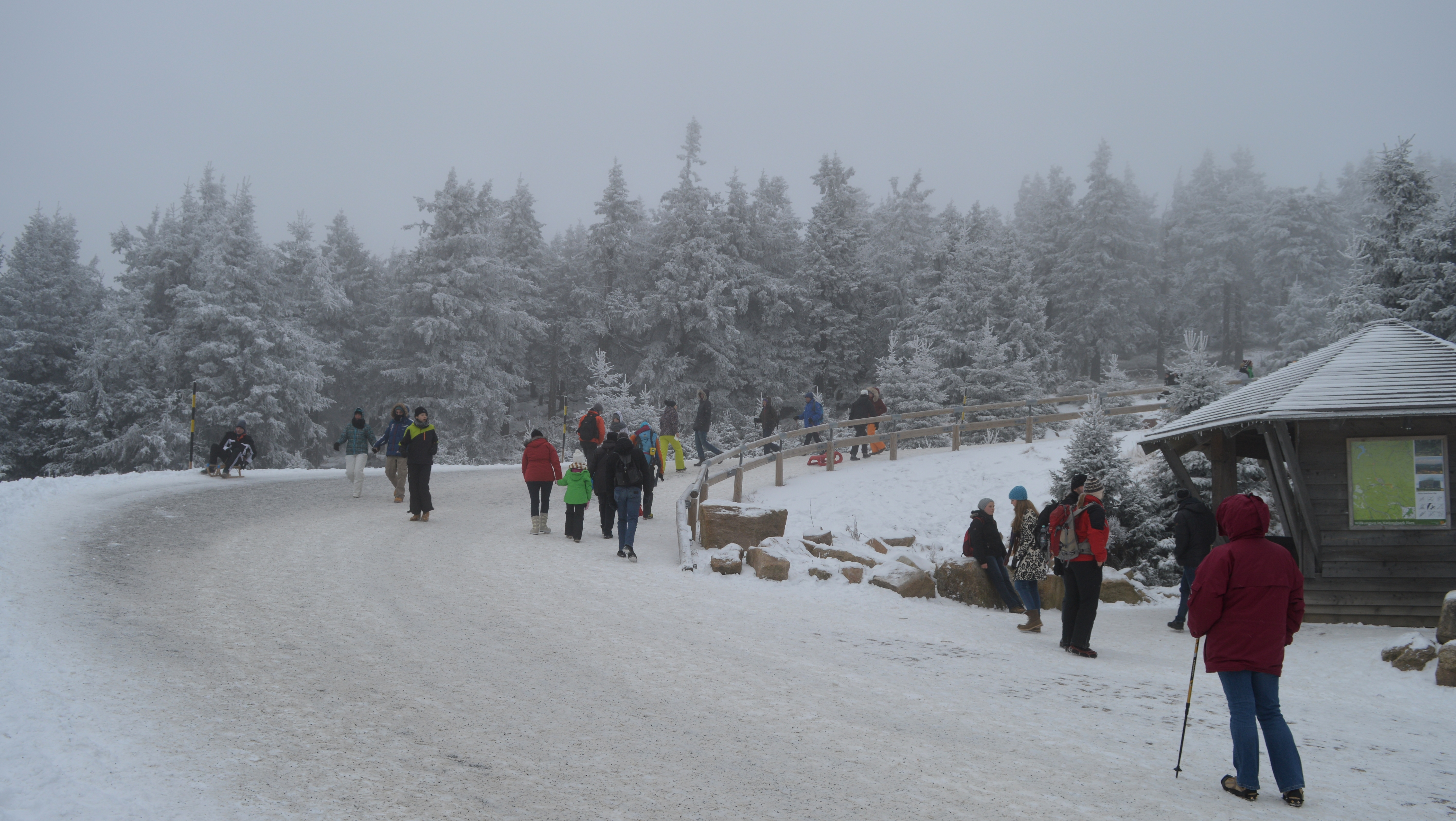
Knochenbrecherkurve

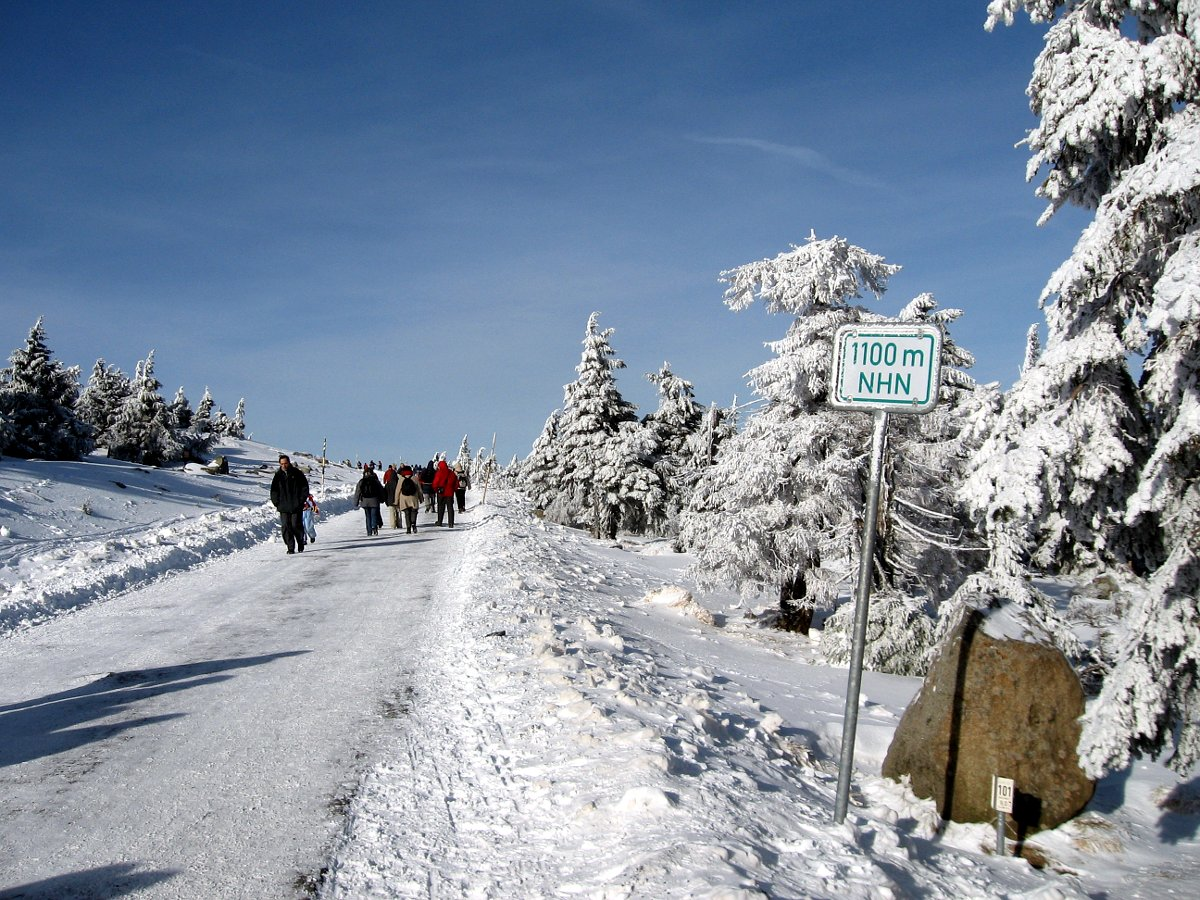
Kurz vor dem Gipfel

Die Brockenstraße, auch Brockenchaussee genannt, im Harz ist Teil der von Schierke, einem Ortsteil von Wernigerode, auf den Brocken (1141,2 m ü. NHN), dem höchsten Berg Norddeutschlands, führenden Kreisstraße 1356. Sie verläuft im Wernigeroder Stadtgebiet im sachsen-anhaltischen Landkreis Harz. 
Ab dem nordwestlichen Ortsausgang Schierkes ist die Brockenstraße für den öffentlichen Kraftfahrzeugverkehr gesperrt. 
Die Straße ist gemessen von ihrem im Ortsteil Schierke am Abzweig (⊙; 615 m) der Straße Ottoweg von den ineinander übergehenden Straßen Hagenstraße und Brockenstraße liegenden Beginn bis zur Gipfelregion des Brockens etwa 10,8 km lang und weist etwa 525 m Höhenunterschied auf. Gemessen bereits ab dem etwas höher und südöstlich der Ortschaft gelegenen Abzweig (⊙; 628,2 m) der Landesstraße 99 von den dort ineinander übergehenden Straßen K 1356 und L 100 ist die gesamte Bergstraße etwa 12,5 km lang und hat von dort rund 512 m Höhenunterschied. Sie endet (⊙; 1140 m) in Gipfelnähe.

## Verlauf
Die Brockenstraße verläuft gänzlich im Naturpark Harz/Sachsen-Anhalt und, außerhalb von Schierke, im Nationalpark Harz. Sie führt, von der Einmündung des Ottowegs, als Fortsetzung der Hagenstraße als Hauptstraße nordwestwärts durch die Ortschaft und danach weiter bergauf zur Gipfelregion des Brockens.
In Schierke verläuft die Straße etwas nördlich und parallel zur Kalten Bode. Bergauf rechtsseitig von der Straße befindet sich nach dem nordwestlichen Ortsausgang eine Informationsstelle des Nationalparks und etwas weiter bergauf ein Wasserwerk, das östlich der Schwarzen Schluftwasser steht, einem Zufluss der Kalten Bode; südlich gegenüber dem Wasserwerk breiten sich an der Kalten Bode die Schluftwiesen aus. Beim Werk überquert die Straße den Bach, um anschließend parallel bergauf zum rechtsseitig gelegenen Bach zu führen. Dabei verlässt sie nach einer Haarnadelkurve (676 m) allmählich das Tal der Kalten Bode und überquert in einer weiteren und etwas weiter nördlich liegenden Spitzkehre (ca. 768 m) erneut die Schwarze Schluftwasser.
Die Straße verläuft sodann unterhalb des bergauf linksseitig gelegenen Schluftkopfs und der Stangenklippe in östlicher Richtung und wird von der Brockenbahn und unmittelbar danach vom Bahnparallelweg gekreuzt. Kurz darauf biegt die Brockenstraße nach Norden ab. Bergauf rechtsseitig mündet der Wanderweg Alte Bobbahn auf die Brockenstraße. Linksseitig im Wald befindet sich der Mönchstein, etwas später führt hier ein unbefestigter, als Abkürzung ausgeschilderter Weg in Richtung Brocken. Rechtsseitig erstreckt sich der Mönchsbruch. Im Bereich des Brockenbetts liegt auf dem Gebirgspass Gelber Brink (⊙; 900,6 m) zwischen der Heinrichshöhe (1039,5 m) im Westen und dem Renneckenberg (933 m) im Osten sowie zwischen der Ilse im Norden und einem namenlosen Kleinzufluss der Kalten Bode im Süden eine Kreuzung mit zwei Waldwegen, wo die Straße nach Westen abbiegt. Dort trifft von Osten der Wanderweg Glashüttenweg aus Richtung Drei Annen Hohne und von Norden der Wanderweg Gelber Brink aus Richtung Ilsenburg auf die Straße.
Nach dem Gebirgspass führt die Brockenstraße in einem langen Bogen weiter nach Westen. Bergauf linksseitig trifft die Abkürzung wieder auf die Straße. Rechtsseitig im Wald liegen die Quelle der Ilse und nördlich (bergauf) die Heinrichshöhe. Von links trifft der Wanderweg Eckerlochstieg vom Eckerloch her auf die Straße. Dort wird die Brockenstraße an den Quellbächen der Schwarzen Schluftwasser erneut von der Brockenbahn gequert. Unmittelbar dahinter trifft von bergauf links der Wanderweg Neuer Goetheweg auf die Straße.
In der rechtwinkligen Knochenbrecherkurve (1000 m) knickt die Brockenstraße nach Nordosten ab. Hiernach führt sie in einem Bogen stetig ansteigend etwa zur Hälfte um die Gipfelregion herum. Dann passiert sie den Bahnhof Brocken und erreicht am Brockenhotel eine Stelle nahe dem Berggipfel. In unmittelbarer Nähe befinden sich hier das Wolkenhäuschen und die auf dem Berggipfel befindliche Brockenuhr.

## Befahrbarkeit und Wandern
Ab dem nordwestlichen Ortsausgang Schierkes ist die Brockenstraße für den öffentlichen Kraftfahrzeugverkehr gesperrt. Sie kann jedoch von Radfahrern und Wanderern genutzt werden. Darüber hinaus dient sie dem Fahrzeugverkehr zur Versorgung der auf dem Brocken befindlichen Einrichtungen. Es besteht eine Gewichtsbeschränkung von 15 Tonnen.

## Schutzgebiete
Die Brockenstraße verläuft, außerhalb von Schierke, neben ihrer zentralen Lage im Nationalpark Harz durch das Landschaftsschutzgebiet Harz und nördliches Harzvorland (CDDA-Nr. 20784; 1968 ausgewiesen; 1587,6238 km² groß) sowie oberhalb der Ortschaft durch das Fauna-Flora-Habitat-Gebiet Hochharz (FFH-Nr. 4229-301; 60,23 km²) und das Vogelschutzgebiet Hochharz (VSG-Nr. 4229-401; 61,12 km²).

## Geschichte und Baudenkmäler
Die erste urkundliche Erwähnung eines befestigten Wegs auf den Brocken stammt aus dem Jahr 1537. Der Weg war mit hölzernen Bohlen befestigt. Die heutige asphaltierte Straße geht auf eine im Jahr 1843 neu angelegte Chaussee zurück.
Innerhalb Schierkes befinden sich die Baudenkmäler Postamt Schierke, Rathaus Schierke, das Hotel Fürstenhöhe, die Häuser Brockenstraße 8 und Brockenstraße 11, die Brockenboutique, das Haus Brockenstraße 24, das Café Winkler und das Haus Brockenstraße 43 unmittelbar an der Brockenstraße. Als ehemalige Denkmäler an der Straße sind die Häusergruppe Brockenstraße 37a, 38a, 38b, das Wohnhaus Brockenstraße 38c und das Forsthaus Schlucht zu nennen.